# Marin Soljačić
Marin Soljačić (ur. 7 lutego 1974 w Zagrzebiu) – fizyk, profesor (Assistant Professor) w Massachusetts Institute of Technology. Opracował bezprzewodową metodę przesyłania energii elektrycznej.